# Metasynodites minor
Metasynodites minor är en skalbaggsart som beskrevs av August Reichensperger 1931. Metasynodites minor ingår i släktet Metasynodites och familjen stumpbaggar. Inga underarter finns listade i Catalogue of Life.